# Кранси
Кранси (фр. Crancey) насеље је и општина у североисточној Француској у региону Шампањ-Арден, у департману Об која припада префектури Ножан сир Сен.
По подацима из 2011. године у општини је живело 798 становника, а густина насељености је износила 90,58 становника/km². Општина се простире на површини од 8,81 km². Налази се на средњој надморској висини од 69 метара.

## Демографија
| 1962. | 1968. | 1975. | 1982. | 1990. | 1999. | 2011. |
| ----- | ----- | ----- | ----- | ----- | ----- | ----- |
| 528   | 563   | 849   | 928   | 833   | 840   | 798   |

График промене броја становника у току последњих година